# Hypericum carinatum
Hypericum carinatum är en johannesörtsväxtart som beskrevs av August Heinrich Rudolf Grisebach. Hypericum carinatum ingår i släktet johannesörter, och familjen johannesörtsväxter. Inga underarter finns listade i Catalogue of Life.